# Клермон-Тоннер, Анн-Антуан-Жюль де
Анн-Антуан-Жюль де Клермон-Тоннер (фр. Anne-Antoine-Jules de Clermont-Tonnerre; 1 января 1749, Париж, королевство Франция — 21 февраля 1830, Тулуза, королевство Франция) — французский кардинал. Епископ Шалона с 25 февраля 1782 по 29 ноября 1801. Архиепископ Тулузы с 28 августа 1820 по 21 февраля 1830. Кардинал-священник с 2 декабря 1822, с титулом церкви Сантиссима-Тринита-аль-Монте-Пинчо с 24 ноября 1823 по 21 февраля 1830.